# Platyceraphron artideterens
Platyceraphron artideterens är en stekelart som beskrevs av Paul Dessart 1981. Platyceraphron artideterens ingår i släktet Platyceraphron och familjen trefåresteklar. Inga underarter finns listade i Catalogue of Life.